# Cryptaspasma
Cryptaspasma is een geslacht van vlinders van de familie bladrollers (Tortricidae), uit de onderfamilie Olethreutinae.

## Soorten
- C. (Cryptaspasma) perseana

Cryptaspasma perseana Gilligan, Brown & Hoddle, 2011
- C. acrolophoides (Meyrick, 1931)
- C. achlyoptera Clarke, 1976
- C. anaphorana (Walsingham, 1914)
- C. angulicostana (Walsingham, 1900)
- C. anisopis Diakonoff, 1959
- C. athymopis Diakonoff, 1959
- C. atrinodis (Meyrick, 1926)
- C. bellicosa Diakonoff, 1983
- C. brachyptycha (Meyrick, 1911)
- C. caryothicta (Meyrick, 1920)
- C. debeauforti Diakonoff, 1959
- C. geina Diakonoff, 1959
- C. glebaecolor Diakonoff, 1959
- C. haplophyes Diakonoff, 1959
- C. helota (Meyrick, 1905)
- C. hesyca Diakonoff, 1959
- C. kigomana Aarvik, 2005
- C. lasiura (Meyrick, 1912)
- C. lugubris (Felder & Rogenhofer, 1875)
- C. marginifasciatus (Walsingham, 1900)
- C. microloga Diakonoff, 1959
- C. mirabilis (Kuznetsov, 1964)
- C. ochrotricha Diakonoff, 1959
- C. orphnina Diakonoff, 1959
- C. pelagia Diakonoff, 1959
- C. peratra Diakonoff, 1959
- C. phycitinana Aarvik, 2005
- C. polysticta Clarke, 1976
- C. pullatana Bradley, 1982
- C. querula (Meyrick, 1912)
- C. subtilis Diakonoff, 1959
- C. syostoma Diakonoff, 1959
- C. trigonana (Walsingham, 1900)
- C. triopis Diakonoff, 1959
- C. zigzag Diakonoff, 1983
- C. zophocosma (Meyrick, 1931)